# Carl Ferdinand Cori
Carl Ferdinand Cori (ur. 5 grudnia 1896 w Pradze, zm. 20 października 1984 w Cambridge) – amerykański biochemik.

## Życiorys
Urodził się w Pradze (wówczas Austro-Węgry). Ukończył studia medyczne na praskim Karl-Ferdinands-Universität i zoologiczne na Uniwersytecie w Lipsku (z przerwą w studiach latach 1917–1918, gdy został powołany do wojska). W roku 1920 ożenił się z Gerty Radnitz. Krótko pracował na uniwersytetach w Wiedniu i Grazu. W roku 1922 przeniósł się do USA, gdzie uzyskał stanowisko profesora. Wraz z żoną badał m.in. glikogenolizę, odkrywając szlak metaboliczny znany współcześnie jako cykl Corich. Za swoje prace w tej dziedzinie w roku 1947 małżeństwo Corich otrzymało wspólnie nagrodę Nobla w dziedzinie fizjologii i medycyny.